# Hermonassa reticulata
Hermonassa reticulata är en fjärilsart som beskrevs av Charles Boursin 1967. Hermonassa reticulata ingår i släktet Hermonassa och familjen nattflyn. Inga underarter finns listade i Catalogue of Life.